# Mr. Do!
Mr. Do! is een klassiek computerspel dat in 1982 werd uitgebracht voor arcademachines en voor spelcomputers.

## Algemeen
Het spel heeft veel overeenkomsten met Dig Dug van Namco. Er is geen duidelijkheid welke van deze spellen het eerst is verschenen. Varianten zijn verschenen onder de namen Mr.Du en Mr. Lo.
Het spel is hierna ook verschenen voor vele spelcomputers, zoals de ColecoVision, Atari 2600 en de Game Boy. Het verscheen vervolgens ook voor diverse thuiscomputersystemen. Voor de pc verscheen in 1983 de spin-off Digger van Windmill software. In 1987 werd een vierde deel in de Mr. Do!-reeks gelanceerd voor de speelhal en MSX en werd in 1990 en 1991 geconverteerd naar de Amiga en Atari ST. In 1996 verscheen Neo Mr. Do! voor Neo-Geo.

## Het spel
In Mr. Do! kruipt de speler in de huid van de clown Mr. Do! en moeten er zo veel mogelijk kersen worden geoogst. Hierbij moet worden uitgekeken voor vallende appels, slechteriken, krokodillen en het Alfamonster.
In het midden van het speelveld verschijnen telkens de slechteriken. Als deze allemaal tevoorschijn zijn gekomen, is er op deze plek ook iets lekkers te halen. Door dit op te eten, bevriezen de slechteriken enkele seconden of verschijnt het Alfamonster samen met enkele krokodillen. Het Alfamonster heeft telkens een andere letter. Als alle letters van het woord EXTRA zijn verzameld, krijgt de speler een extra leven.
Elk Level kan worden afgerond op een aantal manieren.
1. Alle kersen opeten.
2. Alle tegenstanders elimineren
3. Behalen Extra Mr.Do (extra leven)
4. Behalen van Diamant. (verschijnt willekeurig)

Feitelijk bestaan er 10 velden die in 3 kleurstellingen voorkomen, dus eigenlijk 30 velden.
De velden hebben in de beginpositie paden in verschillende vormen.
De paden in veld 1 hebben de vorm van de letter D.
De paden van de velden 2 t/m 9 hebben de vorm van het betreffende cijfer.
De paden in veld 10 hebben de vorm van een 0.
Centraal in het veld is een bonus geplaatst.
Door deze bonus te veroveren worden 3 "monsters" losgelaten, alsmede een van de EXTRA letters
Door de letter en/of de monsters te elimineren kan een letter worden veroverd.
Letters verschijnen ook bij het behalen van een bepaalde score.
Afhankelijk van de vooringestelde moeilijkheidsgraad is dit iedere 5.000 of 10.000 punten.
Ondanks de relatief eenvoudige vormgeving is Mr. Do! een spel waarbij tactiek en techniek belangrijke factoren zijn.
De Arcade-versie heeft enkele beperkingen qua registratie van spelgegevens. Zo begint een score boven 999950 weer "op nul". Het aantal beschikbare levens dat door middel van "EXTRA" kan worden behaald, kent een maximum. Ook de registratie van de speeltijd heeft enkele foutjes.

## Platforms
| Jaar | Platform                 |
| ---- | ------------------------ |
| 1982 | Arcade                   |
| 1983 | Atari 2600, ColecoVision |
| 1984 | Atari 8-bit, MSX         |
| 1985 | Apple II, Commodore 64   |
| 1992 | Game Boy                 |
| 1995 | SNES                     |
| 2008 | J2ME                     |
| 2010 | Wii Virtual Console      |

## Ontvangst
| Beoordeeld door       | Platform | Jaar         | Score |
| --------------------- | -------- | ------------ | ----- |
| Retro Spirit Games    | 2013     | Arcade       | 100%  |
| The Video Game Critic | 1999     | Atari 2600   | 83%   |
| Le Geek               | 2005     | ColecoVision | 80%   |
| All Game Guide        | 1998     | ColecoVision | 80%   |
| TeleMatch             | 1984     | ColecoVision | 80%   |
| All Game Guide        | 1998     | Arcade       | 80%   |
| All Game Guide        | 1998     | SNES         | 80%   |
| The Video Game Critic | 1999     | SNES         | 75%   |
| Total! (Germany)      | 1997     | SNES         | 75%   |
| The Video Game Critic | 2011     | ColecoVision | 67%   |

## Vervolgtitels
Door het grote succes van Mr. Do! verschenen er in de daaropvolgende jaren nog enkele varianten op de oude formule.
- Mr. Do!'s Castle (oktober 1983)
- Mr. Do!'s Wild Ride (juni 1984)
- Do! Run Run (november 1984)
- Super Pierrot/Do! Run Run (1987)
- Neo Mr. Do! (1996)

## Trivia
- Het spel is opgenomen in het boek 1001 Video Games You Must Play Before You Die van Tony Mott.